# Baculofractum
A Baculofractum a rovarok (Insecta) osztályának a botsáskák (Phasmatodea) rendjéhez, ezen belül a Diapheromeridae családjához és a Necrosciinae alcsaládjához tartozó nem.

## Rendszerezés
A nembe az alábbi fajok tartoznak:
- Baculofractum insigne
- Baculofractum shelfordi